# 小行星1572
小行星1572（1572 Posnania）是一颗围绕太阳公转的小行星。1949年9月22日，耶日·道布日茨基（Jerzy Dobrzycki）、安傑伊·克維克（Andrzej Kwiek）在波兹南发现了此天体。
該小行星以波蘭的城市波茲南命名。
这颗小行星的绝对星等为354.5093744784437等。